# Église Santa Maria Immacolata e San Giuseppe Benedetto Labre
L'église Santa Maria Immacolata e San Giuseppe Benedetto Labre (en français : église Sainte-Marie-Immaculée-et-Saint-Benoît-Joseph-Labre) est une église romaine située dans le quartier de Tuscolano sur la via Taranto et dédiée à l'Immaculée Conception et à saint Benoît Joseph Labre, le pèlerin vagabond.

## Historique
L'église fait partie de la paroisse de l'église Santi Fabiano e Venanzio.

## Sources
- (it) Cet article est partiellement ou en totalité issu de l’article de Wikipédia en italien intitulé « Chiesa di Santa Maria Immacolata e San Giuseppe Benedetto Labre » (voir la liste des auteurs).